# Hounslow East
Hounslow East è una stazione della linea Piccadilly della metropolitana di Londra.

## Storia

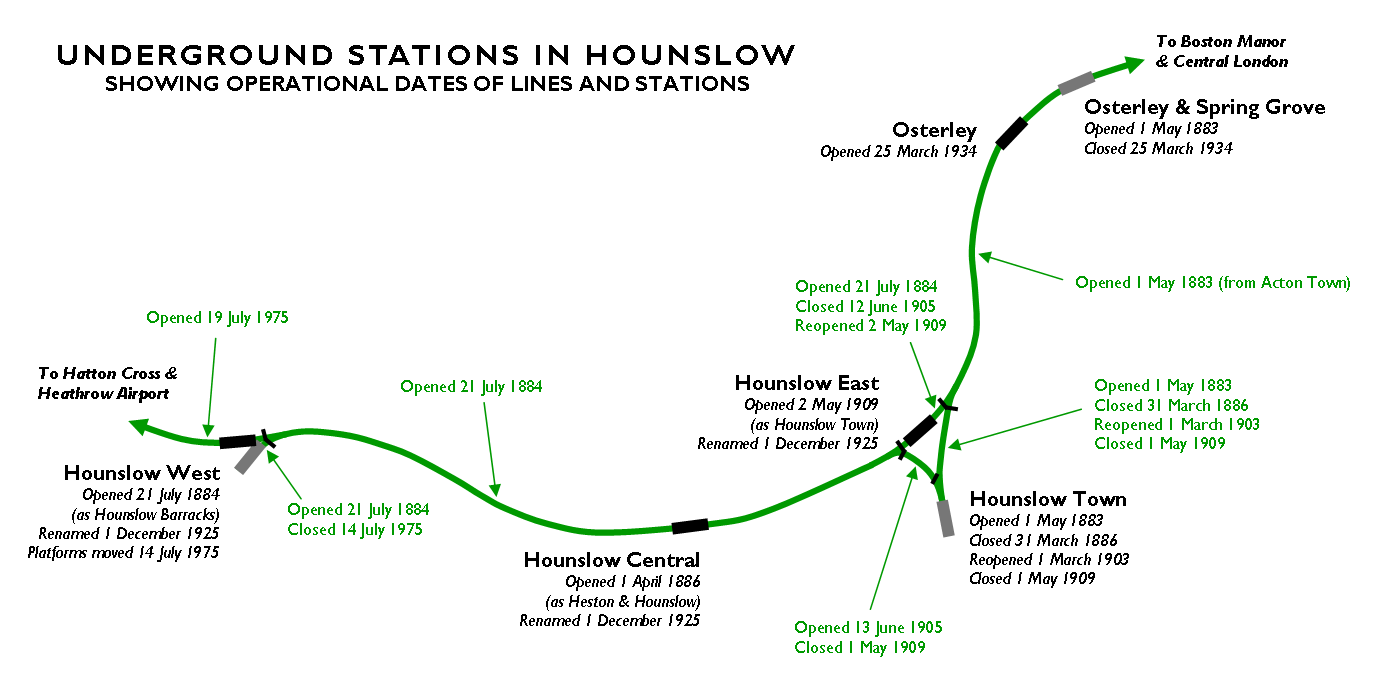
Mappa con le date operative di linee e stazioni a Hounslow.

La tratta ferroviaria di Hounslow East è stata aperta il 21 luglio 1884 dalla District Railway (DR, oggi la linea District) come diramazione per collegare la stazione di Hounslow Barracks (oggi Hounslow West) alla stazione, oggi soppressa, di Hounslow Town e a quella di Osterley & Spring Grove (oggi Osterley). Nel 1886 Hounslow Town è stata chiusa e sostituita da Hounslow Central (inizialmente chiamata Heston & Hounslow).
Nei 1903 Hounslow Town è stata riaperta e riutilizzata in collegamento a Osterley e a Hounslow Central. Nel 1905 è stato chiuso il collegamento diretto fra queste due stazioni. Questo è stato riaperto nel 1909 contemporaneamente alla definitiva soppressione di Hounslow Town a favore di una nuova stazione, anch'essa denominata Hounslow Town, aperta il 1º maggio 1909 che fu rinominata Hounslow East nel 1925.
Il servizio della linea Piccadilly è stato esteso alla stazione il 19 marzo 1933, coesistendo al servizio della linea District fino alla cessazione di quest'ultimo il 9 ottobre 1964.
L'edificio della stazione è stato rinnovato dallo studio Acanthus Lawrence and Wrightson Architects in anni recenti. Nel 2002 sono stati completati gli scavi e consegnati la nuova biglietteria con uffici, i collegamenti di interscambio e gli accessi ai binari, mentre nel 2003 è stato consegnato l'edificio del binario est.
La stazione ha vinto nel 2006 il premio "Station Excellence of the Year award" per la qualità del progetto e della struttura della nuova stazione, che ha anche risolto i precedenti problemi di accessibilità per passeggeri disabili.

## Strutture e impianti
La stazione di Hounslow East ha 2 binari, sorge lungo Kingsley Road ed è compresa nella Travelcard Zone 4.

## Interscambi
Nelle vicinanze della stazione effettuano fermata alcune linee automobilistiche urbane, gestite da London Buses.
- Fermata autobus

## Galleria d'immagini

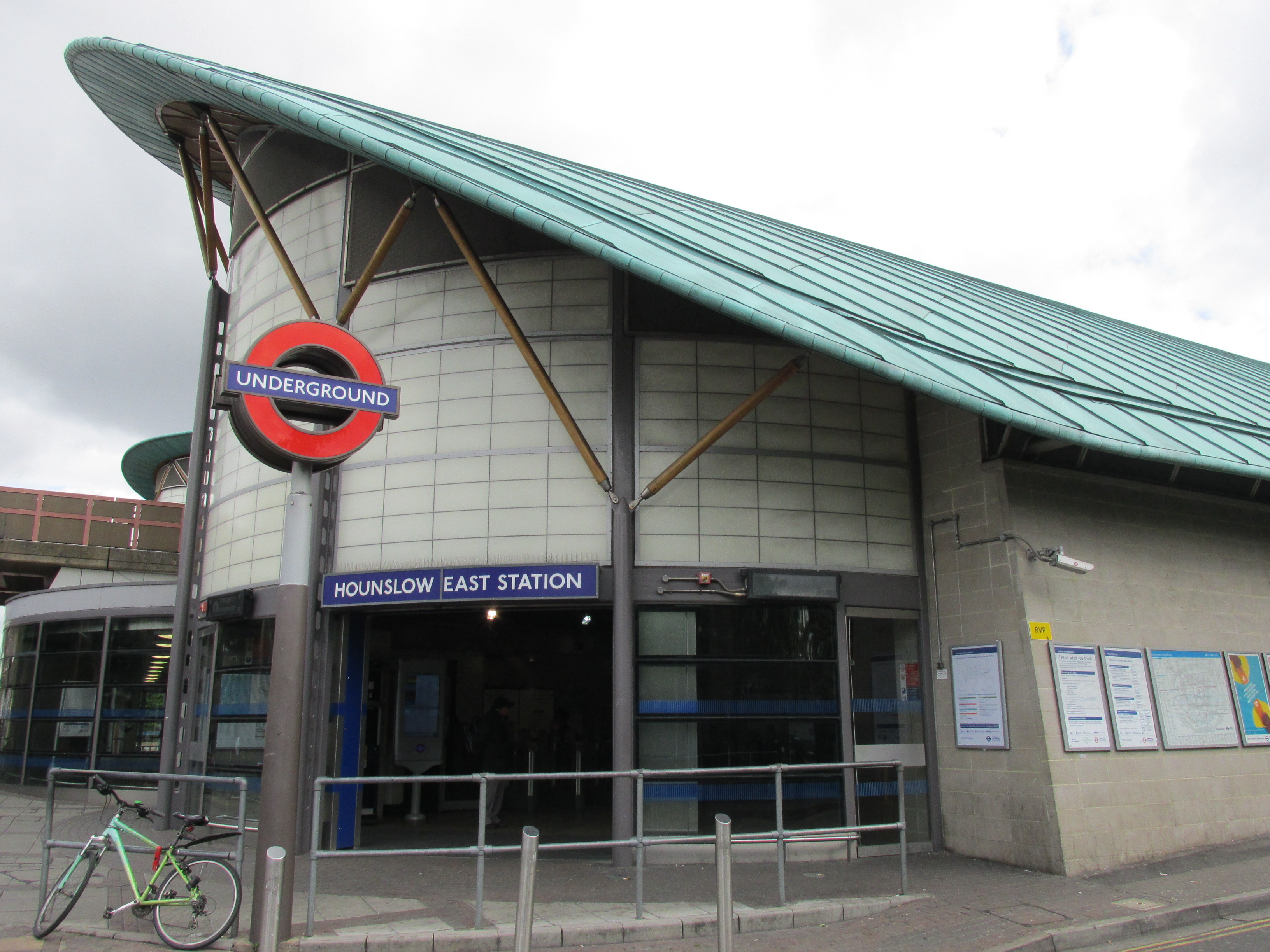
La stazione, vista da sud
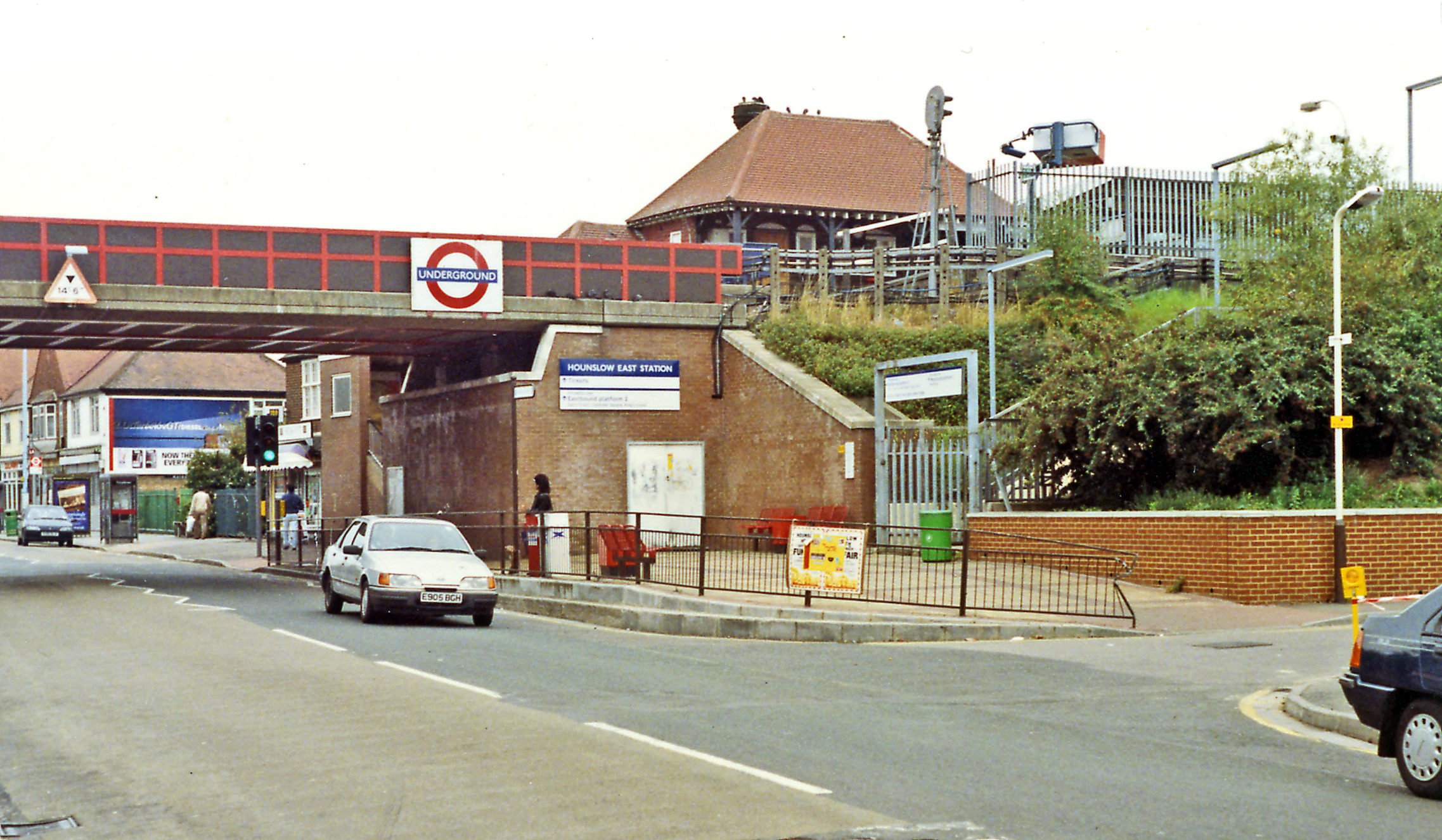
La stazione vista da Kingsley Road nel 1992
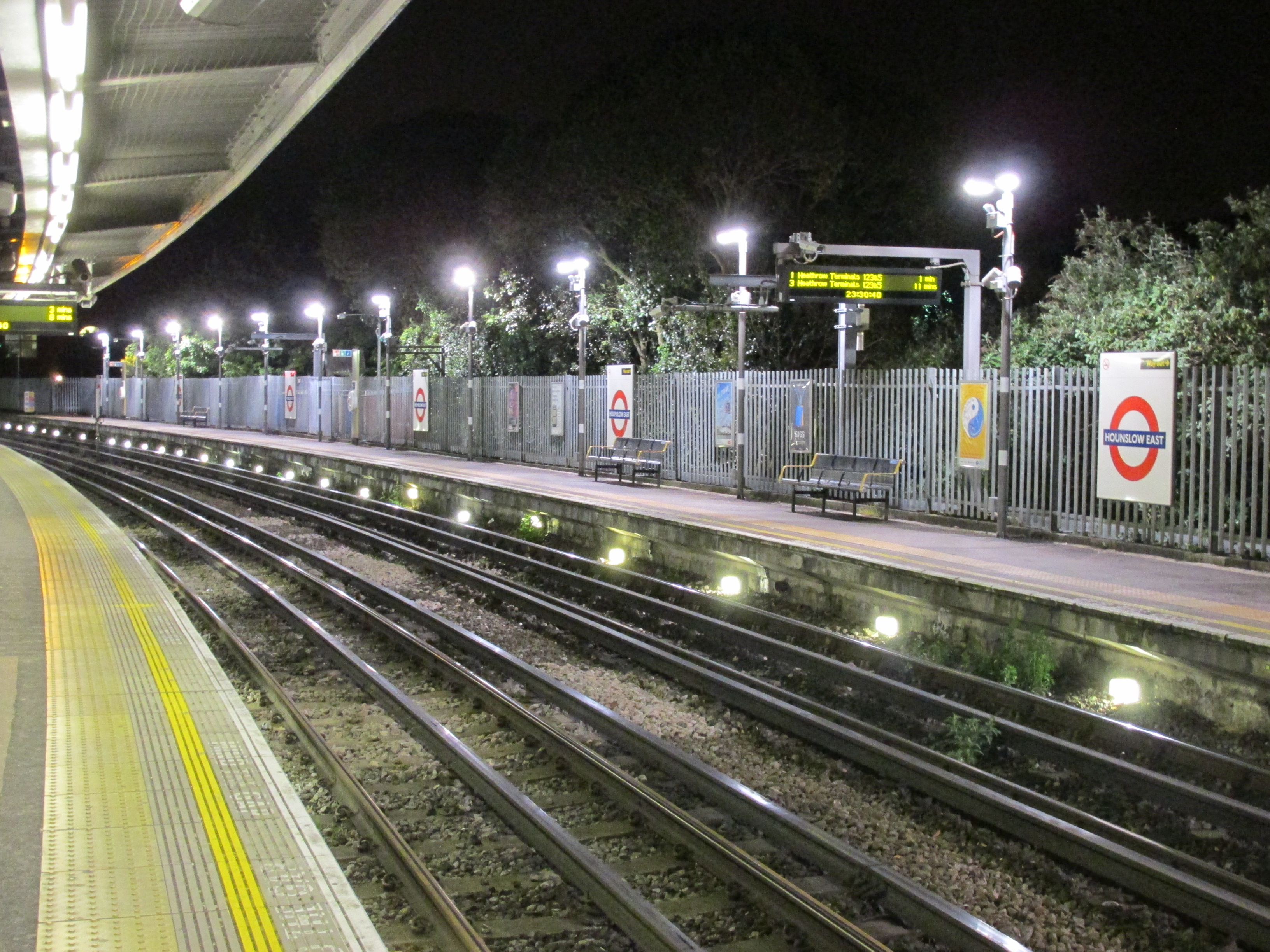
I binari di notte